# To Kill a Mockingbird (película)
To Kill a Mockingbird (en España, Ecuador y Perú, Matar a un ruiseñor; en México, ¿Cómo matar a un ruiseñor?; en Venezuela, Para matar a un ruiseñor) es una película dramática estadounidense de 1962, dirigida por Robert Mulligan, sobre un guion de Horton Foote, basado en la novela homónima de 1960, de la escritora Harper Lee, galardonada con el Premio Pulitzer.
Fue un éxito de crítica y público y ganó tres Premios Óscar, incluido el de Mejor actor para Gregory Peck y el de Mejor Guion Adaptado para Foote, y fue nominada a ocho, incluyendo el de Mejor Película, Mejor Director y Mejor Actriz de Reparto para Mary Badham.
En 1995, la película fue considerada «cultural, histórica y estéticamente significativa» por la Biblioteca del Congreso de Estados Unidos y seleccionada para su preservación en el National Film Registry. En el 2007, el American Film Institute (AFI) incluyó el filme en el puesto número 25 en una lista de las cien mejores películas estadounidenses de los últimos cien años. Forma parte del AFI's 10 Top 10 en la categoría de "Dramas judiciales".

## Trama
La película está narrada por la adulta Jean Louise "Scout" Finch, rememorando eventos de su infancia treinta años atrás, cuando la joven Scout y su hermano mayor Jem viven en Maycomb, Alabama, a principios de la década de 1930. A pesar de los medios modestos de la familia, los niños disfrutan de una infancia feliz, atendida por su padre viudo, Atticus Finch, y el ama de llaves negra de la familia, Calpurnia. Durante el verano, Jem, Scout y su amigo Dill juegan y a menudo buscan a Arthur "Boo" Radley, un vecino extraño y solitario que vive con su padre Nathan. Los niños nunca han visto a Boo, que rara vez sale de la casa. En diferentes ocasiones, Jem ha encontrado pequeños objetos abandonados dentro del nudo de un árbol en la propiedad de los Radley. Estos incluyen un reloj de bolsillo roto, una vieja medalla de ortografía, una navaja de bolsillo y dos muñecos tallados en jabón que se parecen a Scout y Jem.
Atticus, abogado, cree firmemente que todo el mundo merece un trato justo, poner la otra mejilla y defender las propias creencias. Muchos de los clientes de Atticus son agricultores pobres que pagan por sus servicios legales mediante trueque, a menudo dejándole productos frescos, leña, etc. El trabajo de Atticus como abogado  expone frecuentemente a Scout y Jem al racismo de la ciudad, agravado por la pobreza. Como resultado, los niños maduran más rápidamente.
Atticus es designado para defender a Tom Robinson, un hombre negro acusado de violar a una joven blanca, Mayella Ewell. Atticus acepta el caso, lo que aumenta la tensión en la ciudad y hace que Jem y Scout experimenten burlas en el patio de la escuela. Una noche antes del juicio, cuando Atticus se sienta frente a la cárcel local para proteger a Robinson, llega una turba de linchamiento. Scout, Jem y Dill interrumpen inesperadamente la confrontación. Scout, sin darse cuenta del propósito de la muchedumbre, reconoce al Sr. Cunningham y le pide que salude a su hijo Walter, su compañero de clase. Cunningham se avergüenza y la multitud se dispersa.
En el juicio, se alega que Tom ingresó en la propiedad Ewell a petición de Mayella para cortar una cómoda y que Mayella mostró signos de haber sido golpeada en esa época. Uno de los principales argumentos defensivos de Atticus es que el brazo izquierdo de Tom está inútil, debido a un accidente agrícola años atrás, sin embargo, el supuesto violador habría tenido que atacar principalmente a Mayella con su mano izquierda antes de violarla. Atticus señala que el padre de Mayella, Bob Ewell, es zurdo, lo que implica que golpeó a Mayella porque la sorprendió seduciendo a un joven negro (Robinson). Atticus también afirma que Mayella nunca fue examinada por un médico después del supuesto asalto. En su turno de alegaciones, Tom niega haber atacado a Mayella, pero afirma que ella lo besó en contra de su voluntad. Él testifica que previamente había ayudado a Mayella en varias tareas a petición de ella porque "sentía pena por ella", palabras que incitan una reacción rápida y negativa del fiscal.
En su alegato final, Atticus pide al jurado de hombres de raza blanca que deje de lado sus prejuicios y se concentre en la obvia inocencia de Tom. Sin embargo, Tom es encontrado culpable. Cuando Atticus sale de la sala del tribunal, los espectadores negros de la sala se levantan para mostrarle su respeto y aprecio.
Cuando Atticus llega a casa, el sheriff Tate le informa que Tom fue asesinado durante su traslado a la prisión, aparentemente mientras intentaba escapar. Atticus, acompañado por Jem, va a la casa de Robinson para transmitir la noticia de la muerte de Tom. Bob Ewell aparece y escupe en la cara de Atticus.
Llega el otoño, y Scout y Jem asisten a un espectáculo escolar nocturno en el que Scout actúa disfrazada de jamón. Después de éste, Scout no puede encontrar su vestido y zapatos, lo que la obliga a caminar a casa con Jem mientras usa el disfraz grande y rígido. Mientras atraviesan el bosque, Scout y Jem son atacados. El engorroso disfraz de Scout la protege pero restringe su visión. El atacante deja inconsciente a Jem, pero es atacado (y asesinado) por un segundo hombre invisible para Scout. Ésta se escapa de su disfraz y ve al segundo hombre llevando a Jem hacia su casa. Los sigue y corre hacia los brazos de un Atticus frenético. El Dr. Reynolds llega y trata el brazo roto de un inconsciente Jem.
Scout le cuenta al sheriff Tate y a su padre lo que sucedió, luego se da cuenta de que hay un hombre extraño escondido detrás de la puerta de la habitación de Jem. Atticus le presenta a Scout a Arthur Radley, a quien conoce como Boo. Fue él quien rescató a Jem y Scout, venció a Bob Ewell y llevó a Jem a casa. El sheriff informa que Ewell, aparentemente buscando venganza por haberlo humillado Atticus en el tribunal, está muerto en la escena del ataque. Atticus asume erróneamente que Jem mató a Ewell en defensa propia, pero el Sheriff Tate se da cuenta de la verdad: Boo mató a Ewell en defensa de los niños. Su informe oficial indicará que Ewell murió al caer sobre su cuchillo. Se niega a arrastrar al dolorosamente tímido e introvertido Boo al centro de atención por su heroísmo, insistiendo en que sería un pecado. Scout dibuja una analogía sorprendentemente precoz, comparando la inoportuna atención pública que se habría acumulado sobre Boo con el asesinato de un ruiseñor que no hace más que cantar. Scout escolta a Boo a casa, para nunca volver a verlo.

## Reparto
| Actor / actriz  | Personaje                                                   |
| --------------- | ----------------------------------------------------------- |
| Gregory Peck    | Atticus Finch                                               |
| Mary Badham     | Jean Louise "Scout" Finch                                   |
| Phillip Alford  | Jeremy Atticus "Jem" Finch                                  |
| John Megna      | Charles Baker "Dill" Harris                                 |
| James Anderson  | Bob Ewell                                                   |
| Robert Duvall   | Arthur "Boo" Radley                                         |
| Paul Fix        | Juez Taylor                                                 |
| Rosemary Murphy | Maudie Atkinson                                             |
| William Windom  | Fiscal Gilmer                                               |
| Brock Peters    | Tom Robinson                                                |
| Crahan Denton   | Walter Cunningham                                           |
| Estelle Evans   | Calpurnia, la empleada doméstica negra de los Finch         |
| Alice Ghostley  | Stephanie Crawford                                          |
| Richard Hale    | Nathan Radley                                               |
| Frank Overton   | Sheriff Heck Tate                                           |
| Ruth White      | Sra. Henry Lafayette Dubose, la anciana vecina de los Finch |
| Collin Wilcox   | Mayella Violet Ewell                                        |

## Acerca de la película

### Proyecto
A pesar de que la novela de Harper Lee había sido galardonada con el prestigioso Premio Pulitzer en 1960, inicialmente la productora Universal Pictures no estaba interesada en adquirir los derechos de autor para adaptarla al cine, por considerarla carente de acción, de una historia de amor y de un castigo ejemplar para el villano. Sin embargo, el productor, Alan J. Pakula, mostró su desacuerdo y convenció al director Robert Mulligan, realizador adscrito a la denominada «generación de la televisión» y a la corriente del «nuevo cine estadounidense», de que se podía hacer una buena película. Mulligan aceptó dirigir y coproducir la cinta, y a partir de entonces el proyecto se puso en marcha y comenzó la búsqueda del guionista y del protagonista. Horton Foote también se mostró en un principio reacio a adaptar la novela de Harper Lee, pues se creía incapaz de hacer justicia a la calidad del texto original; finalmente, aceptó. La primera opción que barajó la productora (Universal Pictures) para encarnar al personaje de Atticus Finch fue Rock Hudson. Los productores también ofrecieron el papel a James Stewart, quien lo rechazó por temor a que la película, cuyo guion consideraba "demasiado liberal", crearía controversia.
Finalmente, Mulligan y Pakula se lo propusieron a Gregory Peck, que ya había sido cuatro veces candidato al Premio Oscar en los años 40. Peck leyó de un tirón la novela de Harper Lee e inmediatamente llamó a Robert Mulligan para aceptar el papel.
Dicha elección fue una decisión muy acertada, pues la brillante interpretación de Peck supuso un hito en la dilatada carrera del actor.

### Personajes
Mención aparte merecen los personajes de Atticus Finch, "Scout" Finch, "Dill" Harris y "Boo" Radley.
Harper Lee se inspiró en su propio padre, Amasa Lee, como modelo para crear el personaje de Atticus, todo un ejemplo de integridad moral, y le puso el apellido de soltera de su madre: Finch. Al igual que Atticus, Amasa Lee había sido abogado y en el año 1923 había defendido ante los tribunales a un hombre negro. Para preparar su personaje, Gregory Peck entabló amistad con Amasa Lee, ya octogenario; lamentablemente, éste murió antes de que comenzara el rodaje de la película.
Los personajes de "Scout" Finch y "Dill" Harris se suponen inspirados, respectivamente, en la niñez de la propia autora, Harper Lee, y del escritor Truman Capote, amigo suyo de la infancia, basándose en los recuerdos de los veranos que ambos compartieron en Monroeville (Alabama), ciudad natal de Lee.
Por último, cabe destacar que la película supuso el debut cinematográfico del célebre actor californiano Robert Duvall, interpretando el papel del misterioso Arthur "Boo" Radley. Duvall, entonces de 31 años de edad, fue seleccionado por recomendación del guionista del filme, Horton Foote, quien le había conocido en Nueva York, a mediados de los años 50, cuando aquel estudiaba en la prestigiosa escuela de interpretación Neighborhood Playhouse School of Theatre. Para preparar el personaje de "Boo" Radley, un joven enigmático que ha pasado gran parte de su vida recluido en la casa de sus padres, Duvall pasó seis semanas alejado de la luz solar y se tiñó el pelo de un rubio casi blanco. Para crear este misterioso personaje, Harper Lee se había inspirado en los recuerdos infantiles que conservaba de un tipo de Monroeville llamado Alfred "Son" Bouleware, que malvivía con sus padres en una casa ruinosa con las ventanas tapiadas, a escasos metros del hogar de la familia Lee. Al parecer, el padre de "Son" Bouleware le mantuvo recluido en la casa a raíz de un incidente de vandalismo en el que se había involucrado el joven. Al igual que "Boo" Radley, Bouleware sólo salía de casa por las noches para evitar la luz solar.

### Preproducción y rodaje
Antes de comenzar el rodaje, el productor, Alan J. Pakula, y el director, Robert Mulligan, viajaron a Monroeville (Alabama) ―ciudad natal de Harper Lee y en la que ésta se inspiró para crear la ficticia Maycomb de su novela― buscando localizaciones para la película, pero les pareció que aquella pequeña ciudad sureña no era adecuada para filmar las escenas clave, pues había experimentado una modernización evidente desde los años 30, época en la que está ambientada la historia. Así pues, se encargó al equipo artístico y escenográfico que construyera en los estudios de Universal Pictures en Hollywood su propia versión ideal y amoldada a las necesidades de la película de la ciudad de Maycomb. Los diseñadores artísticos (Henry Bumstead, Alexander Golitzen y Oliver Emert) construyeron una ciudad ficticia con más de treinta edificios, con un presupuesto de 225.000 dólares de la época. La sala del tribunal en la que se celebra el juicio recreado en la película es una réplica exacta, construida en el set de rodaje de la Universal, del interior de la Corte Penal del Condado de Monroeville. Antes de filmar las correspondientes escenas, los diseñadores de producción (Ernest B. Wehmeyer, Dick Gallegly y Edward Muhl) habían viajado a Monroeville para tomar fotografías y medidas con el fin de crear una réplica en los estudios de la productora en Los Ángeles. El trabajo de dirección artística y decorados fue premiado con un Premio Oscar en 1963. El edificio original de la Corte Penal aún sigue en pie en Monroeville, si bien en la actualidad ha quedado obsoleto y ya no se utiliza en procesos judiciales reales, sino que ha sido reciclado como museo dedicado a la novela Matar un ruiseñor y a la película homónima, así como a la vida y la labor literaria de Harper Lee y a las personas representadas en sus obras.
El rodaje de Matar a un ruiseñor se llevó a cabo, entre febrero y mayo de 1962, en diversas localizaciones de Hollywood (California), Monroeville (Alabama) y Pasadena (California).
La primera escena en la que intervenía Gregory Peck le mostraba regresando a casa desde el despacho de abogado de su personaje mientras sus hijos corrían a recibirle. Harper Lee, que ese día fue invitada al set de rodaje, rompió a llorar tras finalizar la filmación de la escena. "¿Por qué lloras?", le preguntó Peck. Lee explicó que el actor le había recordado a su difunto padre, el modelo en quien se inspiró para crear al personaje de Atticus Finch; Peck, incluso, tenía un poco de barriga redondeada, como la de su padre, según Lee. "Eso no es barriga, Harper", le respondió él, "es una gran actuación".

### Contexto histórico
La trama de la novela en la que se basa la película (y, en consecuencia, el guion de la misma) está estructurada sobre la base de los recuerdos de infancia y a las observaciones personales de la autora, Harper Lee, sobre su familia y los vecinos con los que convivió en la pequeña ciudad de Monroeville (Alabama), así como en un incidente que ocurrió cerca de dicha ciudad en el año 1936, en plena Gran Depresión, cuando la escritora contaba con diez años de edad.

### Estreno
La película se estrenó en Los Ángeles el 25 de diciembre de 1962 y en el Radio City Music Hall de Nueva York el 14 de febrero de 1963, y se presentó a concurso en la XVII Edición del Festival Internacional de Cine de Cannes en mayo de 1963, obteniendo su director, Robert Mulligan, el Premio Especial Gary Cooper.

## Premios

### Premios Óscar
| Año  | Categoría                                     | Receptor                                                                            | Resultado |
| ---- | --------------------------------------------- | ----------------------------------------------------------------------------------- | --------- |
| 1962 | Mejor película                                | Alan J. Pakula, productor                                                           | Candidata |
| 1962 | Mejor director                                | Robert Mulligan                                                                     | Candidato |
| 1962 | Mejor actor                                   | Gregory Peck                                                                        | Ganador   |
| 1962 | Mejor actriz de reparto                       | Mary Badham                                                                         | Candidata |
| 1962 | Mejor guion basado en material de otro medio  | Horton Foote                                                                        | Ganador   |
| 1962 | Mejor fotografía (blanco y negro)             | Russell Harlan                                                                      | Candidato |
| 1962 | Mejor dirección de arte (blanco y negro)      | Alexander Golitzen y Henry Bumstead (directores de arte); Oliver Emert (decoración) | Ganadores |
| 1962 | Mejor banda sonora – sustancialmente original | Elmer Bernstein                                                                     | Candidato |

### Galardones
- 1963 - XX Edición de los Globos de Oro:[13]
  - Mejor actor de película dramática (Gregory Peck)
  - Mejor música original de cine (Elmer Bernstein)
  - Mejor película que promueva el entendimiento internacional
- 1963 - Premio WGA del Gremio de Escritores de América al mejor guion de película dramática (Horton Foote).[14]
- 1963 - Premio Especial Gary Cooper de la XVII Edición del Festival Internacional de Cine de Cannes (Robert Mulligan).[11]
- 1963 - Premio David de Donatello de la Academia del Cine Italiano al mejor actor extranjero (Gregory Peck).[15]
- 1963 - Golden Laurel (Laurel de Oro) Top General Entertainment en la VI Edición de los Premios Laurel.[16]

### Candidaturas
- 1963 - XXI Edición de los DGA Awards del Sindicato de directores de Estados Unidos:[17]
  - Mérito excepcional en la dirección cinematográfica (Robert Mulligan)
- 1963 - XX Edición de los Globos de Oro:[13]
  - Mejor película dramática
  - Mejor director de cine (Robert Mulligan)
- 1963 - VI Edición de los Laurel Awards:[16]
  - Mejor actriz de reparto (Mary Badham)
  - Mejor actor de drama (Gregory Peck)
- 1963 - II Edición de los Premios Eddie del gremio estadounidense de montadores de cine (American Cinema Editors):[18]
  - Mejor montaje de cine (Aaron Stell)
- 1964 - XVII Edición de los Premios BAFTA de la Academia Británica de las Artes Cinematográficas y de la Televisión:[19]
  - Mejor película de cualquier país
  - Mejor actor extranjero (Gregory Peck)

## Reconocimientos
Mary Badham, fue, en su momento, con diez años de edad, la actriz más joven candidata a un Premio Oscar; finalmente, lo ganó otra actriz menor de edad: Patty Duke, de quince años, por El milagro de Ana Sullivan.
En 2003, el American Film Institute (AFI) incluyó al personaje de Atticus Finch en el puesto número 1 en una lista de los cien mejores héroes y villanos (cincuenta héroes y otros tantos villanos) del cine estadounidense de los últimos cien años. El AFI, además, incluyó en 2007 la película Matar a un ruiseñor en el puesto número 25 en una lista de las cien mejores películas estadounidenses del último siglo.
En numerosas ocasiones, el actor Gregory Peck ha manifestado que de los más de cincuenta papeles que interpretó en su dilatada carrera de más de medio siglo (entre ellos algunos tan emblemáticos como el Penny Baxter de El despertar, Joe Bradley en Vacaciones en Roma, el mítico capitán Ahab de Moby Dick o el Sam Bowden de El cabo del terror, por citar sólo algunos ejemplos), la de Atticus Finch siempre fue la interpretación de la que más orgulloso se sintió. "No pasa un solo día en que no piense en lo afortunado que fui por participar en aquella película", aseguraba el actor en una entrevista concedida en diciembre de 1997 al diario The Birmingham News, de Alabama. "Hace poco me senté en una cena", recordaba Peck, "junto a una mujer que la vio [la película] cuando tenía catorce años, y ella decía que había cambiado su vida. Escucho ese tipo de cosas constantemente".
Cuando Gregory Peck murió, en junio de 2003, el actor Brock Peters, que en la versión cinematográfica de Matar un ruiseñor interpretó a Tom Robinson, el negro acusado de violación, elogió al gran actor fallecido citando unas palabras de Harper Lee, la autora de la novela que dio origen al filme: "Atticus Finch le dio la oportunidad de interpretarse a sí mismo". Y concluyó su elogio con unas emotivas palabras de despedida: "A mi amigo Gregory Peck, a mi amigo Atticus Finch. Vaya con Dios".